# 西方仁也
西方 仁也（にしかた じんや、1968年12月4日 - ）は、長野県下高井郡野沢温泉村出身のスキージャンプ選手。兄の西方俊也もスキージャンプ選手として活躍した。同学年に原田雅彦らがいる。2001年引退。

## プロフィール
野沢温泉中学校-下高井農林高校-明治大学経営学部-雪印乳業
7歳からジャンプを始め、中学3年時全国中学スキー選手権大会を制するなど早くから頭角を現した。高校一年までは複合の選手だったがその後ジャンプに専念。1994年リレハンメルオリンピックに長野県出身としては二人目のジャンプ代表として出場した。団体では合計得点254.4で、日本チームでは岡部孝信に次ぐ二番目、全選手では四番目の高さだった。
身長180cmと日本人ジャンパーとしては大柄な選手であったが、146％ルールで板が大幅に長くなったことを味方にすることが出来ず、腰痛で日本代表から外れた1997年以降は代表に返り咲くことはなかった。1998年地元での長野オリンピックではテストジャンパーの一員として競技運営をサポートした。2001年3月24日の伊藤杯シーズンファイナル大倉山ナイタージャンプ大会を最後に現役を引退した。
現在は東京での社業の傍ら札幌ジャンプ少年団のコーチを務め、息子の慎護らジャンパーの卵たちの育成に当たっている。実家は野沢温泉村で民宿を経営している。

## 競技成績
世界選手権（1993年、ファルン）
- 個人ラージヒル58位

オリンピック（1994年、リレハンメル）
- 個人ノーマルヒル 8位
- 個人ラージヒル 8位
- 団体ラージヒル 2位（西方仁也、岡部孝信、葛西紀明、原田雅彦）

世界選手権（1995年、サンダーベイ）
- 個人ノーマルヒル 7位
- 個人ラージヒル 24位
- 団体ラージヒル 3位（安崎直幹、岡部孝信、西方仁也、斉藤浩哉）

ワールドカップ
- 最高順位　2位（3度）
- リレハンメルオリンピック直前の1994年1月23日に大倉山ジャンプ競技場で行なわれた大会では、当時の2強イェンス・バイスフロク（オリンピックラージヒル金メダル）、エスペン・ブレーデセン（オリンピックノーマルヒル金メダル）に次いで3位となった。

ユニバーシアード（1991年、札幌市）
- 団体ラージヒル 1位（西方仁也、小田正紀、佐々木孝元、伊藤直人）
- 個人ノーマルヒル 8位

国内での主な優勝
- 1984年2月4日 第16回全国中学スキー選手権大会
- 1987年2月22日 第42回国民体育大会冬季大会少年組
- 1987年3月29日 第15回野沢温泉ジャンプ大会少年組
- 1988年1月15日 第61回全日本学生スキー選手権大会
- 1991年1月17日 第64回全日本学生スキー選手権大会
- 1991年2月1日 第4回UHB杯ジャンプ大会
- 1991年2月19日 第42回秩父宮杯ジャンプ大会成年組
- 1991年3月7日 第34回HBCカップジャンプ競技会
- 1991年3月12日 第4回国際蔵王ジャンプ大会NHK杯
- 1993年3月10日 第5回国際蔵王ジャンプ大会山形市長杯
- 1995年2月24日 第66回宮様スキー大会国際競技会（ノーマルヒル）成年組
- 1996年1月27日 第74回全日本スキー選手権大会（ノーマルヒル）
- 1996年1月28日 第74回全日本スキー選手権大会（ラージヒル）
- 1996年2月3日 第8回UHB杯ジャンプ大会
- 1997年3月7日 第68回宮様スキー大会国際競技会（ノーマルヒル）成年
- 1998年1月11日 第39回雪印杯全日本ジャンプ大会
- 1998年2月28日 第53回国民体育大会冬季大会成年B組
- 1998年3月6日 第69回宮様スキー大会国際競技会（ノーマルヒル）成年
- 1998年3月11日 第10回国際蔵王ジャンプ大会山形市長杯
- 1998年3月15日 第32回雪印杯全日本ジャンプ旭川大会成年組
- 1999年1月15日 第27回札幌オリンピック記念国際スキージャンプ競技大会
- 1999年1月16日 第26回HTBカップ国際スキージャンプ競技大会
- 1999年3月14日 第33回雪印杯全日本ジャンプ旭川大会
- 2000年3月9日 第12回国際蔵王ジャンプ大会NHK杯
- 2001年3月14日 第13回国際蔵王ジャンプ大会山形市長杯

## 演じた俳優
- 田中圭（映画『ヒノマルソウル〜舞台裏の英雄たち〜』、2021年6月18日公開）